# グレイヴワーム
グレイヴワーム（Graveworm）は、イタリア・ブルーニコ出身のメロディックブラックメタル/ゴシックメタル・バンド。

## 略歴

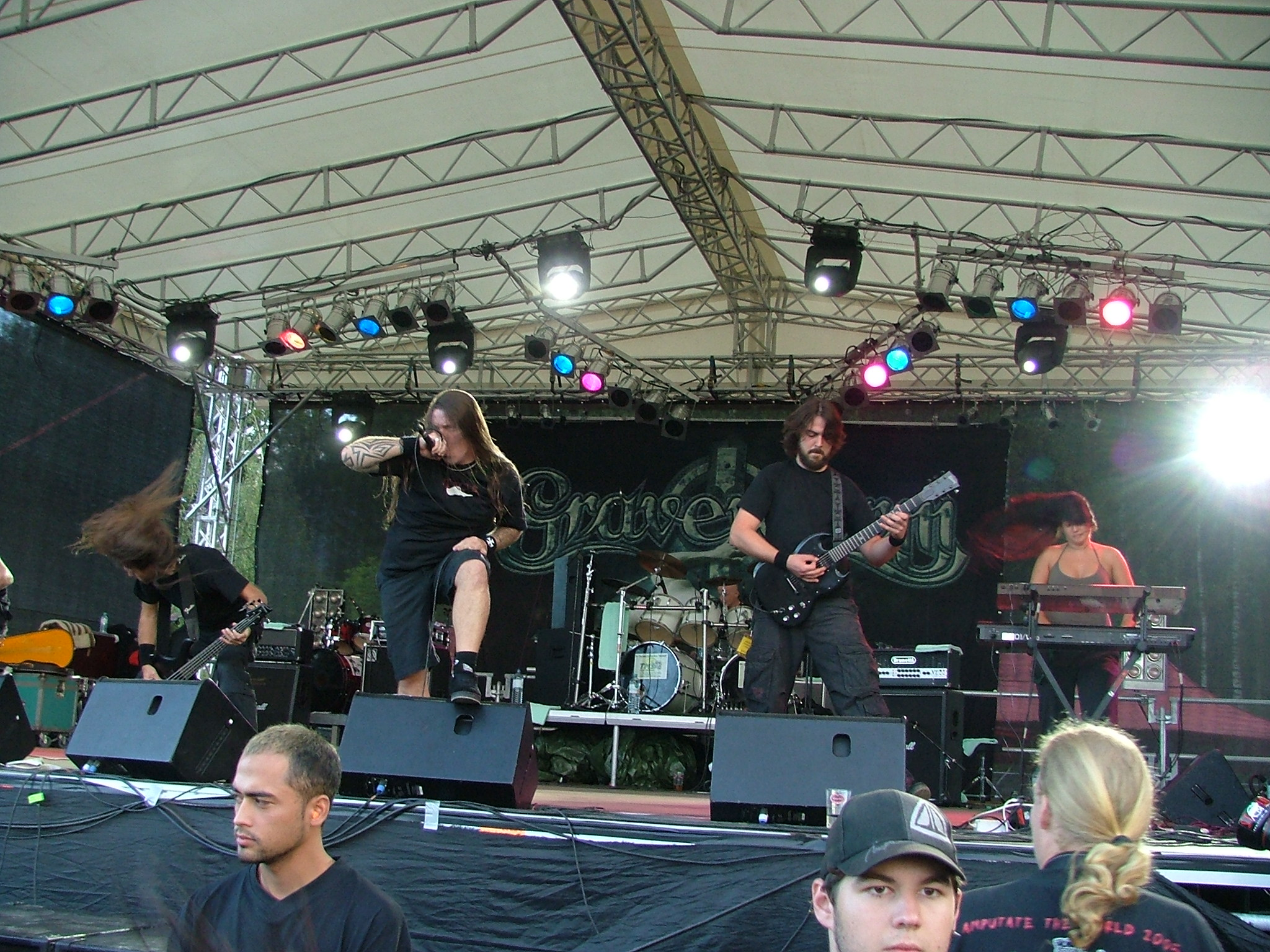
キーボード導入期ラインナップ (2007年)

1992年に、イタリア最北部のトレンティーノ＝アルト・アディジェ州の1都市ブルーニコで結成。しかし、当初の活動はそれほど活発していなかったようで、活動の記録は特にない。活動が本格化したのは1997年で、この時のメンバーは、ステファノ・フィオリ (Vo)、ステファン・アンターペルティンガー (G)、ハラルド・クレンク (G)、ディディ・シューラッフェル (B)、サビーネ・マイル (Key)、マルティン・イネルビテェール (Ds)であった。
ライブ活動を活発に行い、1997年中にセレナーズ・レコードと契約。同年中に1stデモ『Demo '97』、1stEP『Eternal Winds』、1stアルバム『When Daylight's Gone』をリリースしデビューする。1998年には、2ndEP『Underneath the Crescent Moon』と、ライブビデオ『Awaiting the Shining』をリリースする。更には、同年のヴァッケン・オープン・エアに初出演している。
1999年に、2ndアルバム『As the Angels Reach the Beauty』、2001年に3rdアルバム『Scourge of Malice』をリリース。
3rdアルバムリリース後のヨーロッパツアー終了後、メンバーチェンジが起こる。ハラルド・クレンクとディディ・シューラッフェルが脱退し、エリック・トラッフェル (G)が加入する。しかし、同年中にエリック・トラッフェルは脱退し、エリック・リギ (G)が加入している。しかし、ベーシストは加入することはなかった。
3rdアルバムリリース後、ドイツの名門レーベル、ニュークリア・ブラストに移籍する。移籍後、2003年に4thアルバム『Engraved in Black』をリリース。同アルバムでは、ギタリストのエリック・リギがベースも兼任していた。4thアルバムリリース後、ステファン・アンターペルティンガーが脱退する。そのため、ルーカス・フレイラー (G)と、2001年までギタリストとして在籍したハラルド・クレンクがベーシストとして復帰する。2004年になると、ドラマーのマルティン・イネルビテェールが脱退し、モリッツ・ニューナー (Ds)が加入する。2005年に、5thアルバム『(N)Utopia』をリリースする。リリース後、モリッツ・ニューナーが脱退し、マルティン・イネルビテェールが復帰する。元々、マルティン・イネルビテェールの脱退自体が元々一時的なものであった。
5thアルバムリリース後のツアー中に、トーマス・フレイラーが脱退したため、トーマス・オルグレール (G)を代役に立ててツアーを続行する。ツアー後、トーマス・オルグレールが正式に加入する。2007年に6thアルバム『Collateral Defect』をリリース。同アルバムは、ビクター・エンタテインメントからリリースされ、6枚目のアルバムにして遂に日本でビューを果たした。
2009年には、7thアルバム『Diabolical Figures』をリリース、2011年に8thアルバム『Fragments of Death』をリリース。その後、ハラルド・クレンクが脱退し、フロリアン・ライナーが加入した。
2012年、個人的な理由でトーマス・オルグレールとサビーネ・マイルが脱退。10年前に脱退したステファン・アンターペルティンガー (G)が復帰した。
2015年4月に、ドイツのAFMレコードと契約したことを発表。同年6月、9thアルバム『Ascending Hate』をリリース。
2023年、8年ぶりの10thアルバム『Killing Innocence』をリリース。

## 補足
公式サイトの国別コードトップレベルドメインがドイツのドメインである.deとなっている。これは、ホームページを作成したバンドの友人がドイツ出身だからだという。

## メンバー
※2023年11月時点

### 現ラインナップ
- ステファノ・フィオリ (Stefano Fiori) - ボーカル (1992 - )
- ステファン・アンターペルティンガー (Stefan Unterpertinger) - ギター/キーボード (1992 - 2003、2012 - )
- エリック・リギ (Eric Righi) - ギター (2001 - )
  - 4thアルバム『Engraved in Black』では、ベースを兼任した。
- フロリアン・ライナー (Florian Reiner) - ベース (2011 - )
- モエ・ハーリンガー (Moe Harringer) - ドラムス (2016 - )

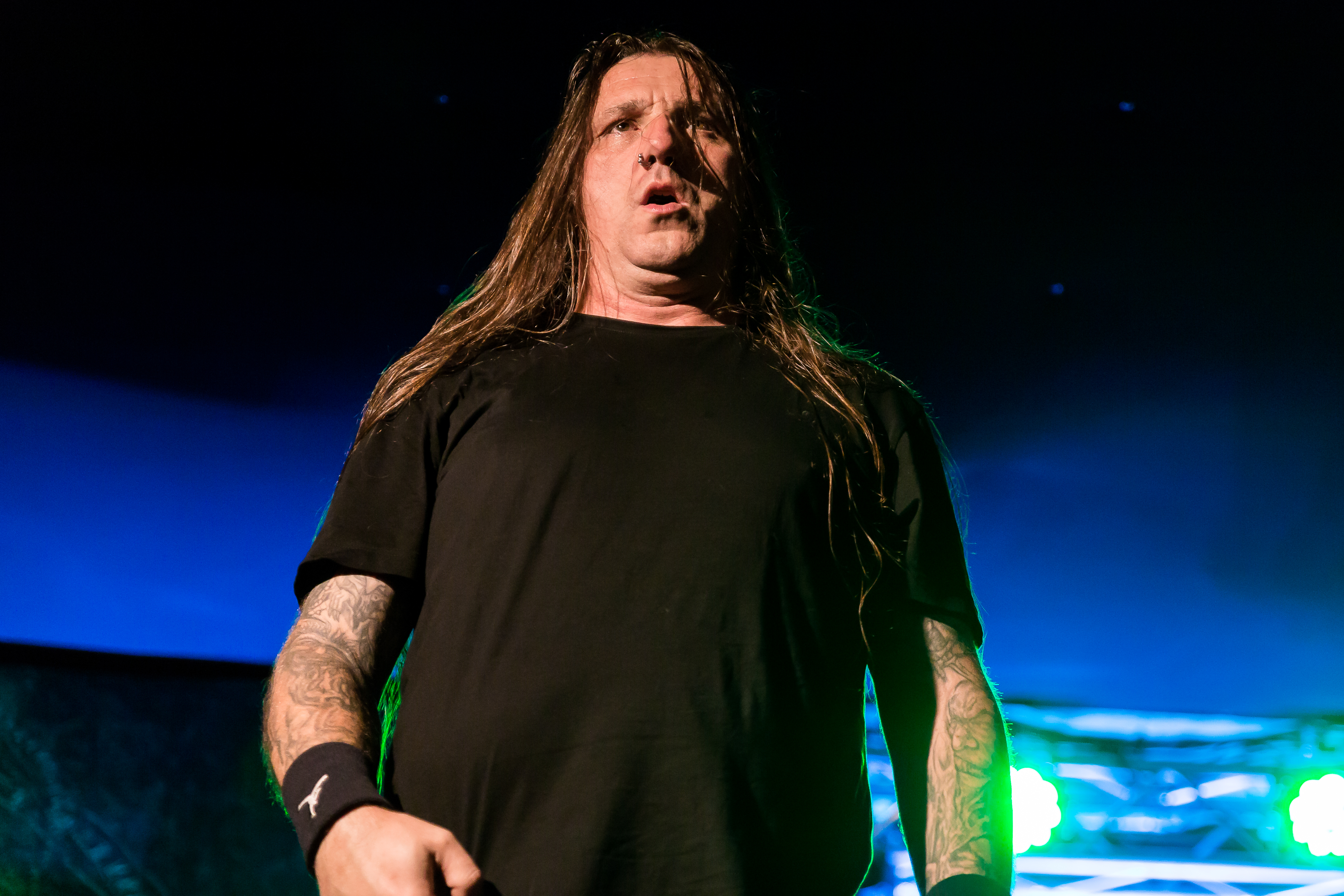
ステファノ・フィオリ(Vo) 2022年
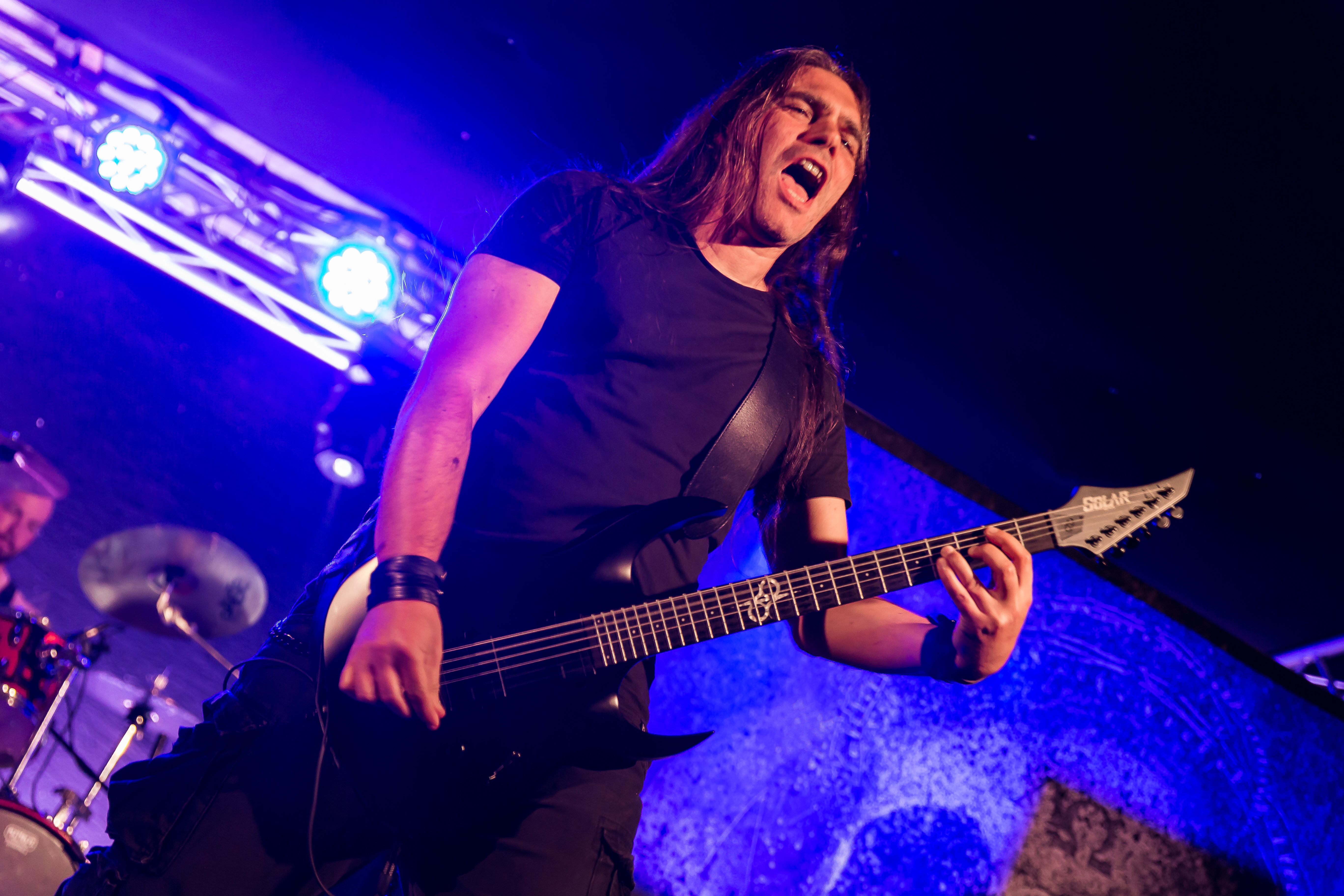
ステファン・アンターペルティンガー(G) 2022年
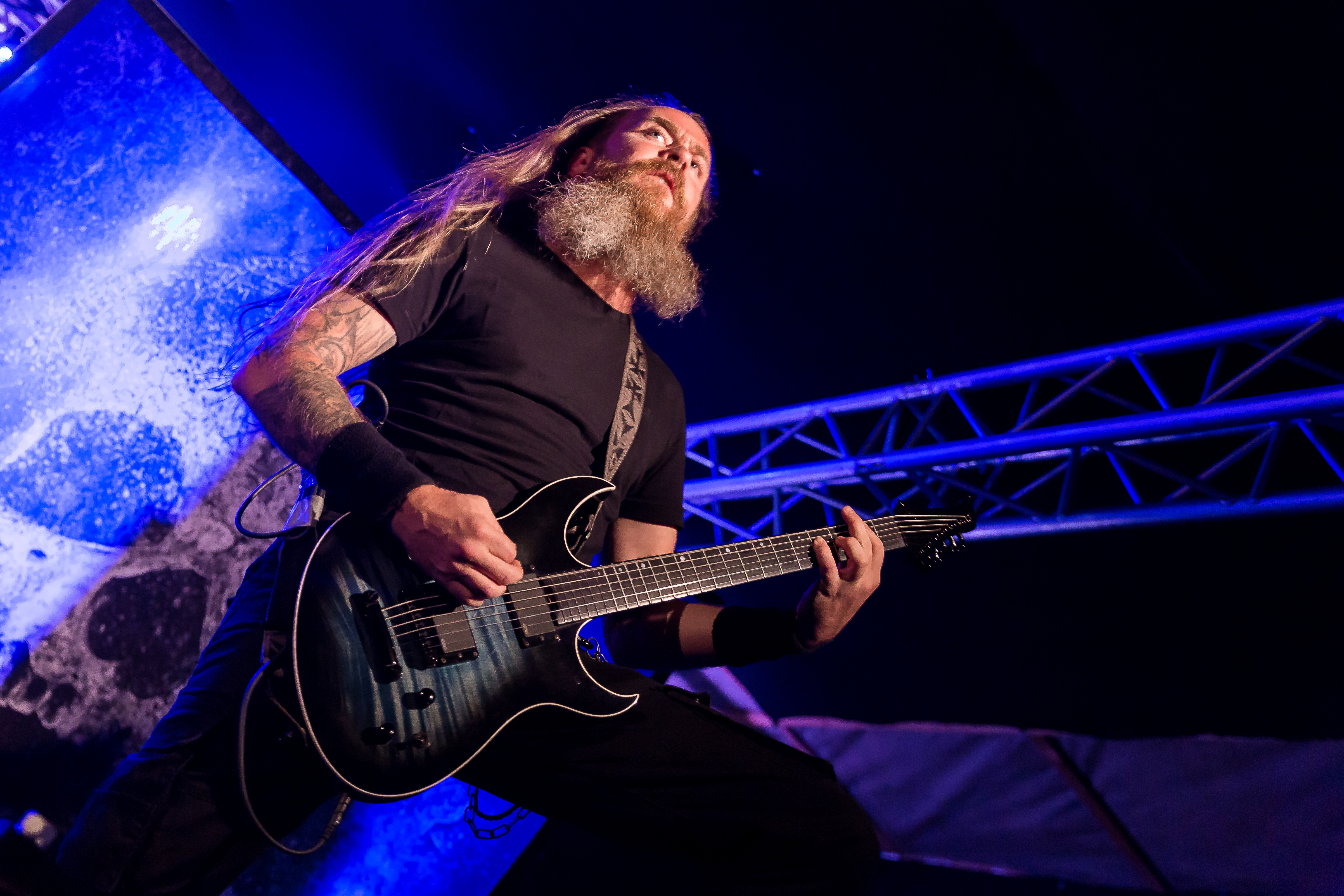
エリック・リギ(G) 2022年
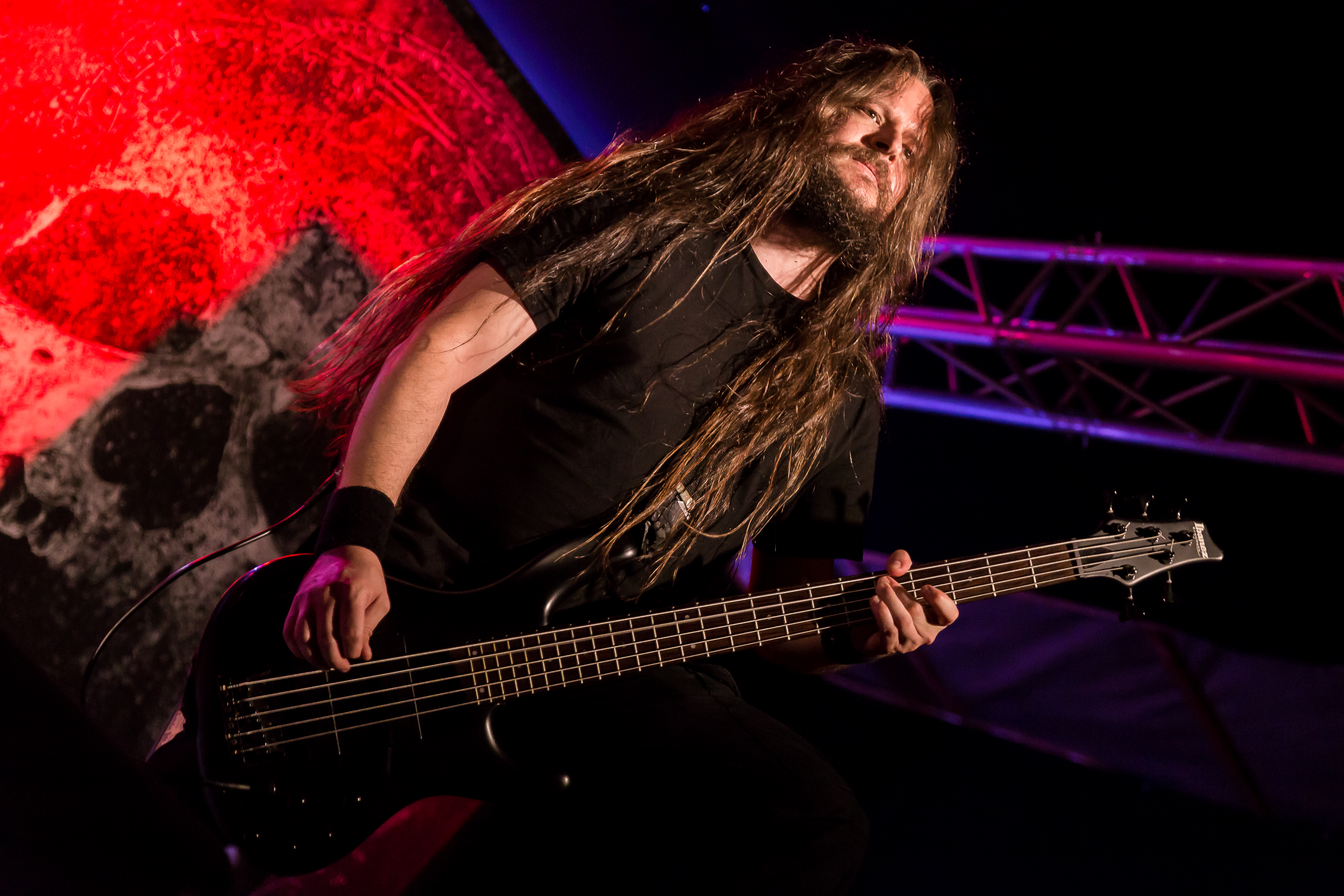
フロリアン・ライナー(B) 2022年
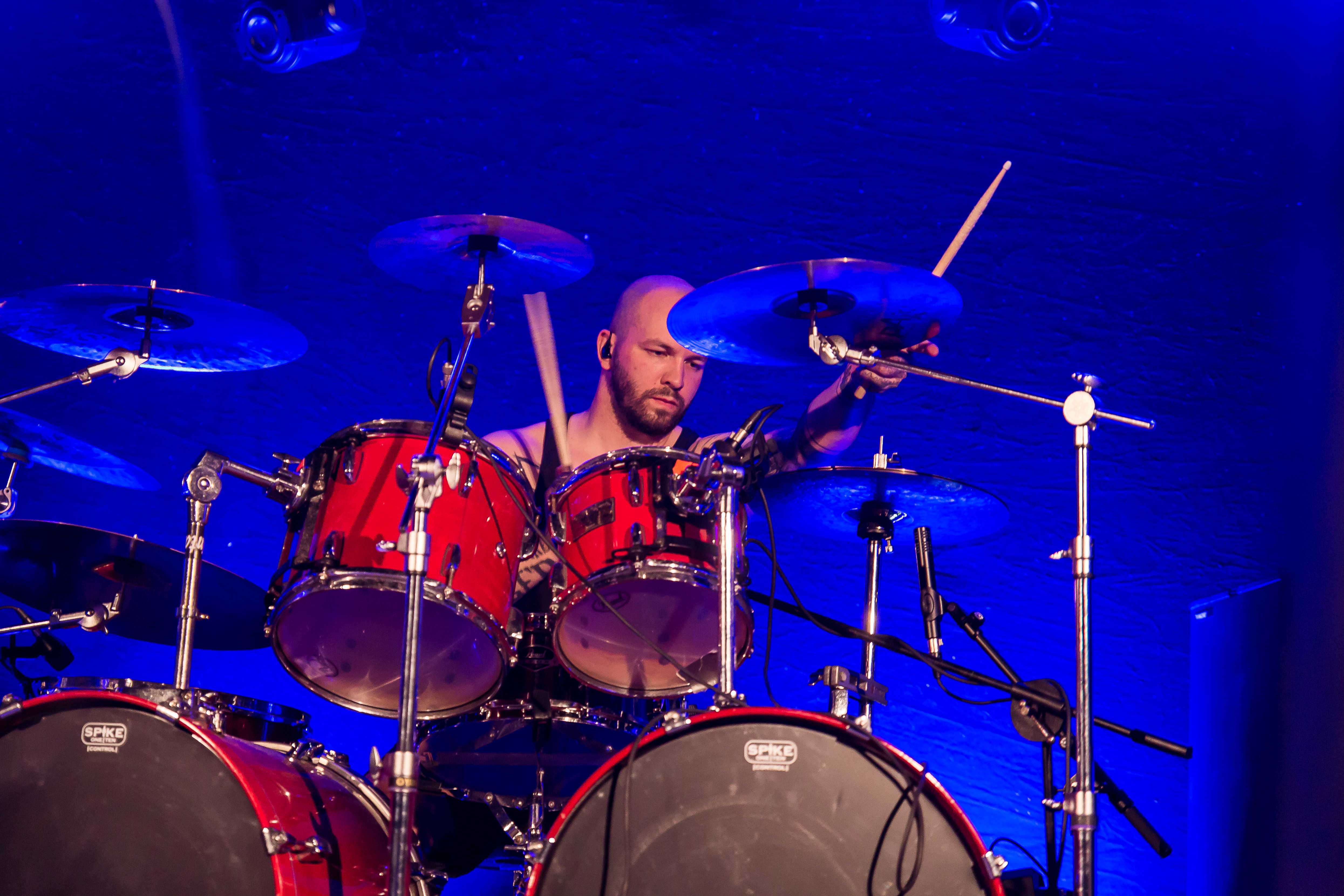
モエ・ハーリンガー(Ds) 2022年

### 旧メンバー
- マルティン・イネルビテェール (Martin Innerbichler) - ドラムス (1995 - 2004、2005 - 2016)
  - 2004年から2005年にかけてバンドを離脱していた。
- ディディ・シューラッフェル (Didi Schraffl) - ベース (1997 - 2001)
- ハラルド・クレンク (Harald "Harry" Klenk) - ギター/ベース (1997 - 2001、2003 - 2011)
  - 1997年から2001年まではリズムギターを担当していたが脱退。2003年の復帰後はベースを担当していた。
- サビーネ・マイル (Sabine Mair) - キーボード (1997 - 2012)
- エリック・トラッフェル (Eric Treffel) - ギター (2001)
- ルーカス・フレイラー (Lukas Flarer) - ギター (2003 - 2005)
- モリッツ・ニューナー( Moritz Neuner) - ドラムス (2004 - 2005)
  - オーストリア出身。
- トーマス・オルグレール (Thomas Orgler) - ギター (2005 - 2012)

## ディスコグラフィ

### アルバム
- 1997年 When Daylight's Gone
- 1999年 As the Angels Reach the Beauty
- 2001年 Scourge of Malice
- 2003年 Engraved in Black
- 2005年 (N)Utopia
- 2007年 Collateral Defect
- 2009年 Diabolical Figures
- 2011年 Fragments of Death
- 2015年 Ascending Hate
- 2023年 Killing Innocence

### EP
- 1997年 Eternal Winds
- 1998年 Underneath the Crescent Moon

### ライブビデオ
- 1998年 Awaiting the Shining

### デモ
- 1997年 Demo '97